# Echinocereus triglochidiatus
Echinocereus triglochidiatus är en kaktusväxtart som beskrevs av Georg George Engelmann. Echinocereus triglochidiatus ingår i släktet Echinocereus och familjen kaktusväxter. Inga underarter finns listade i Catalogue of Life.

## Bildgalleri

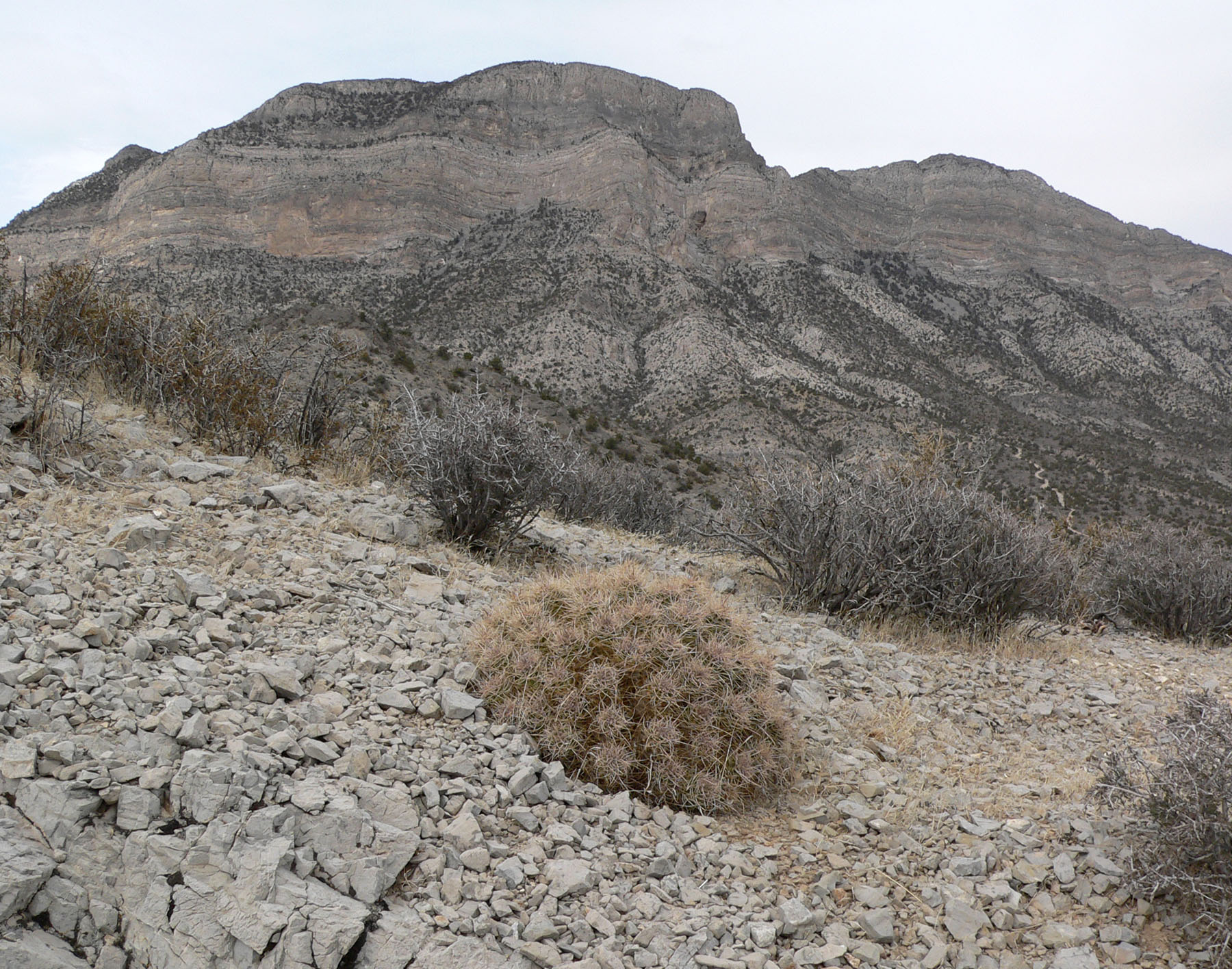
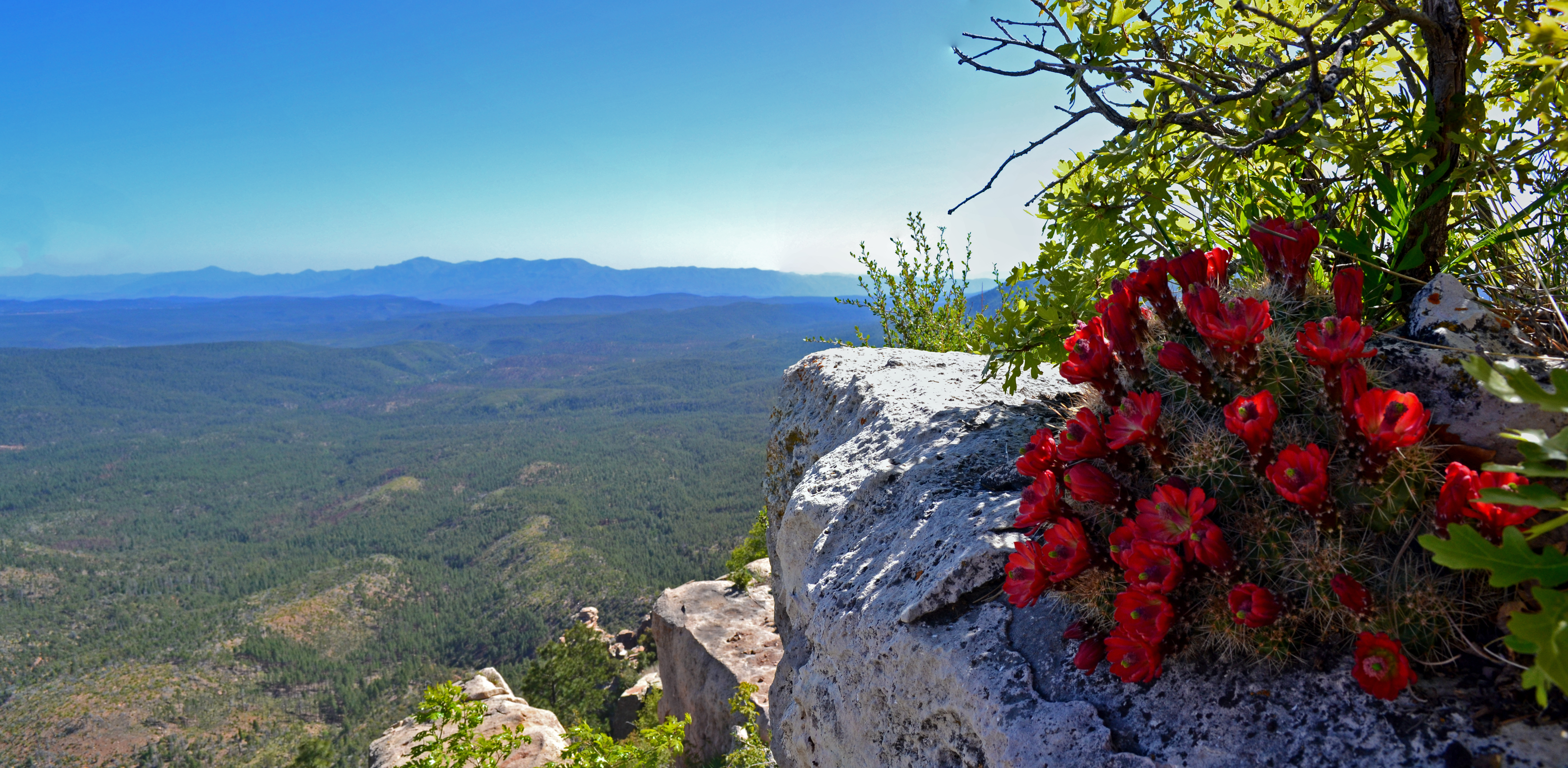
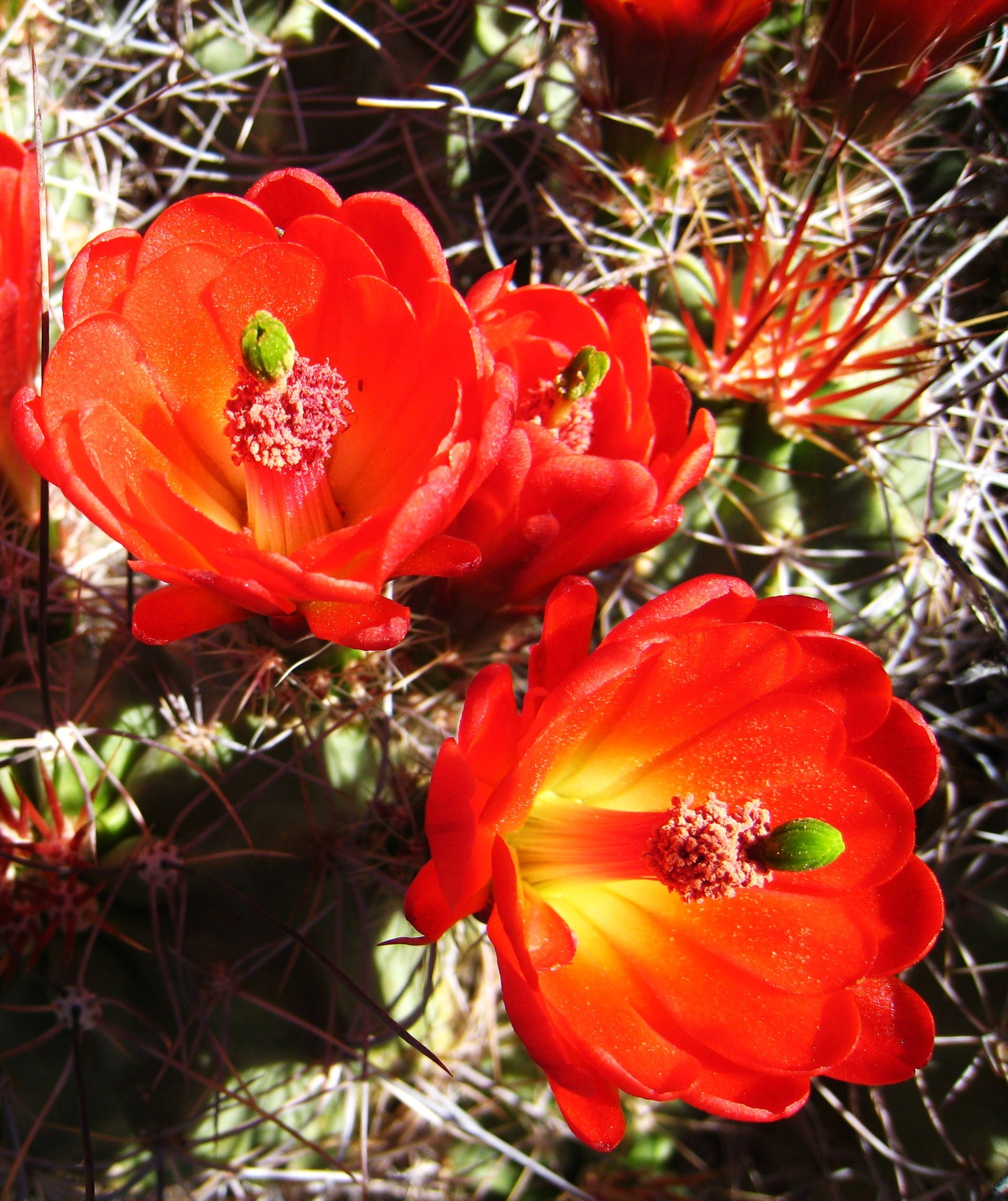
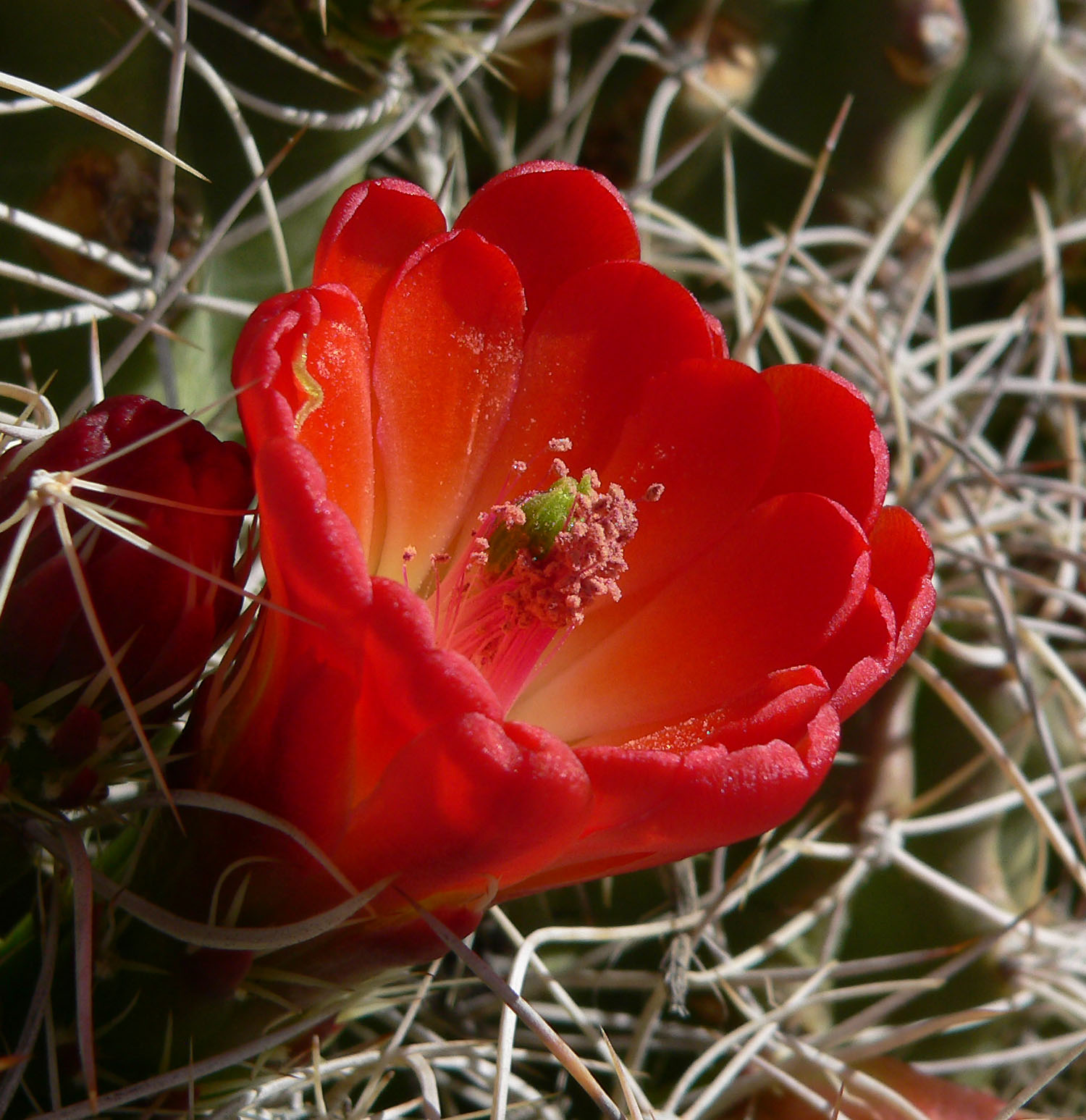
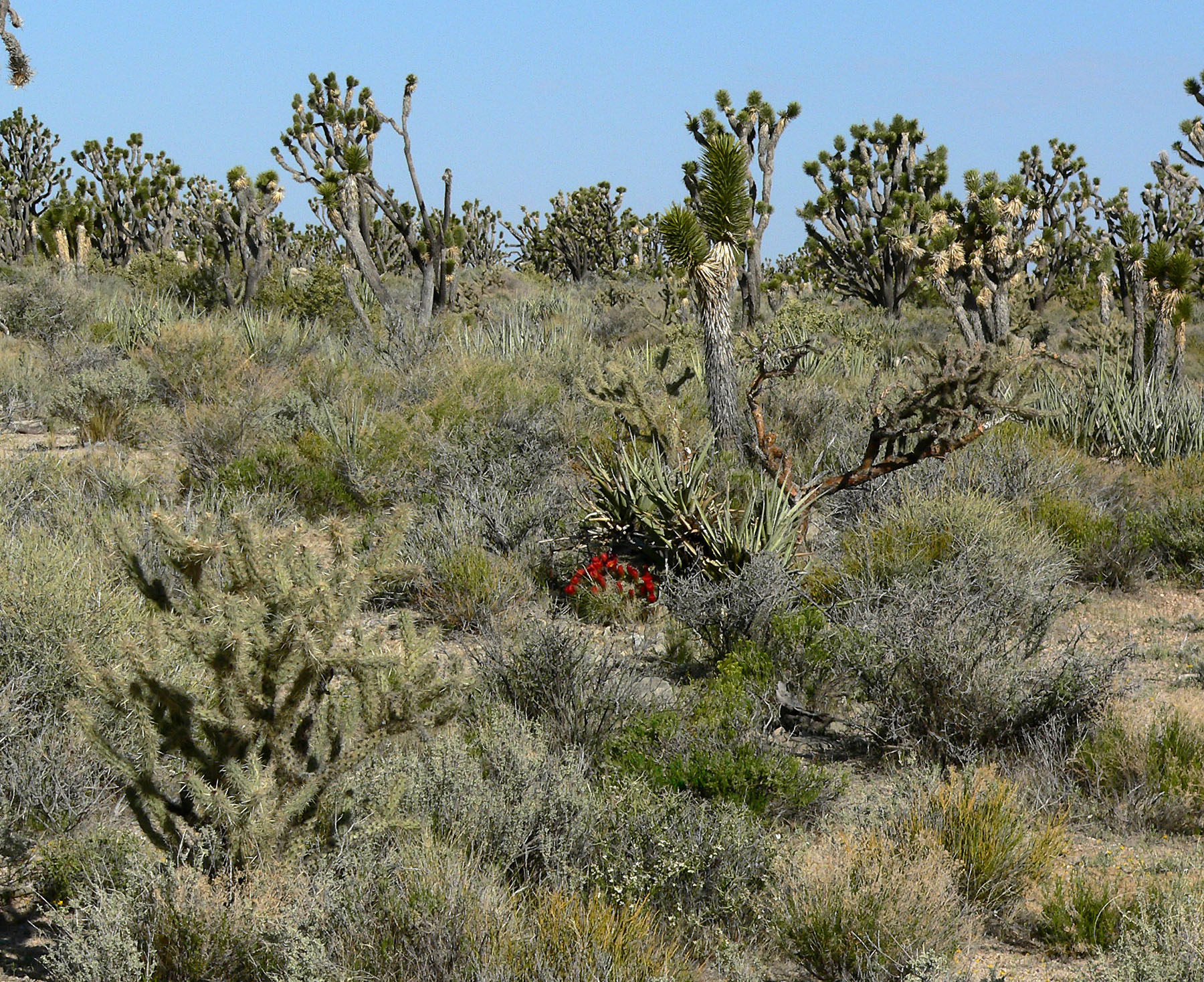
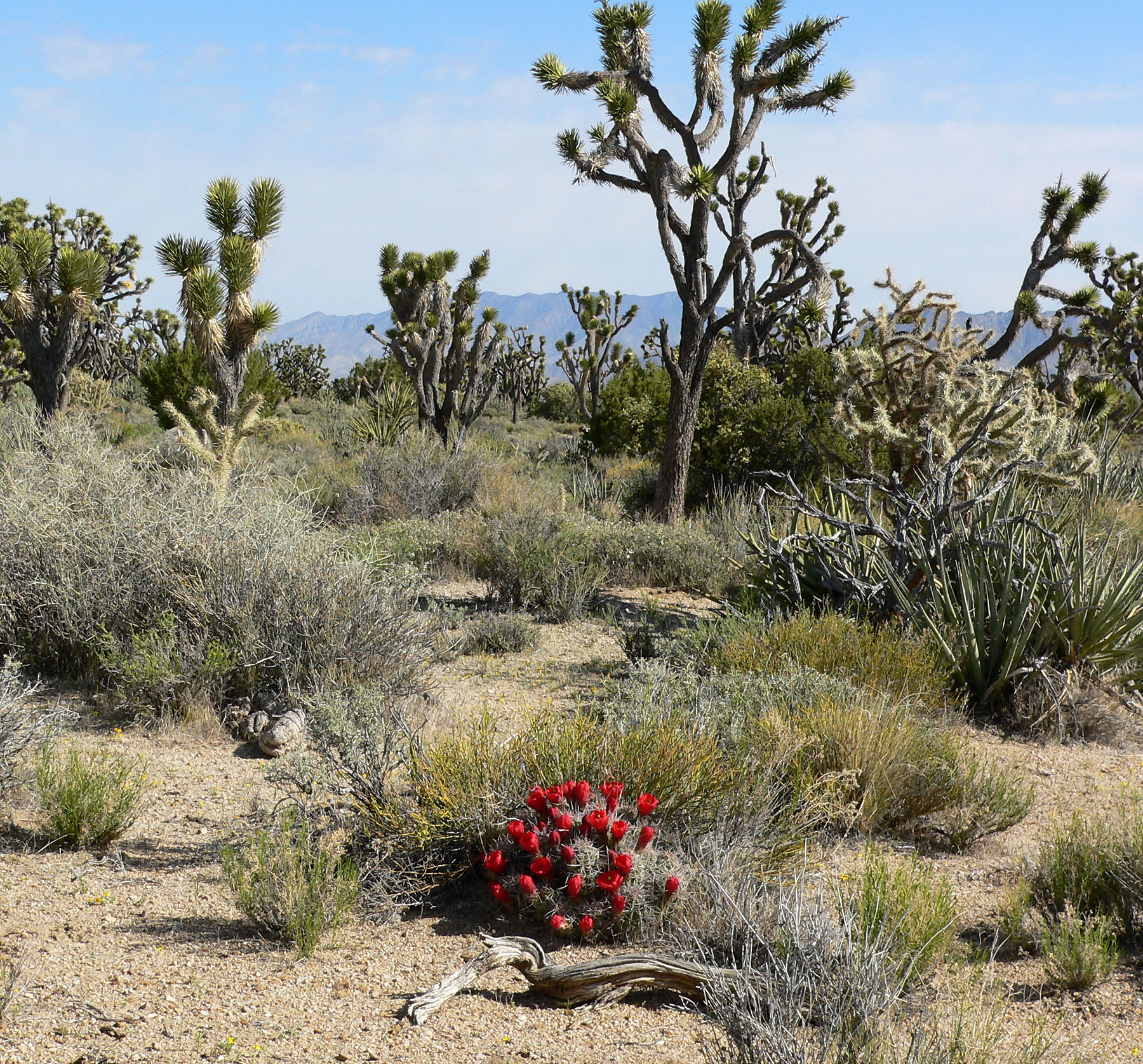
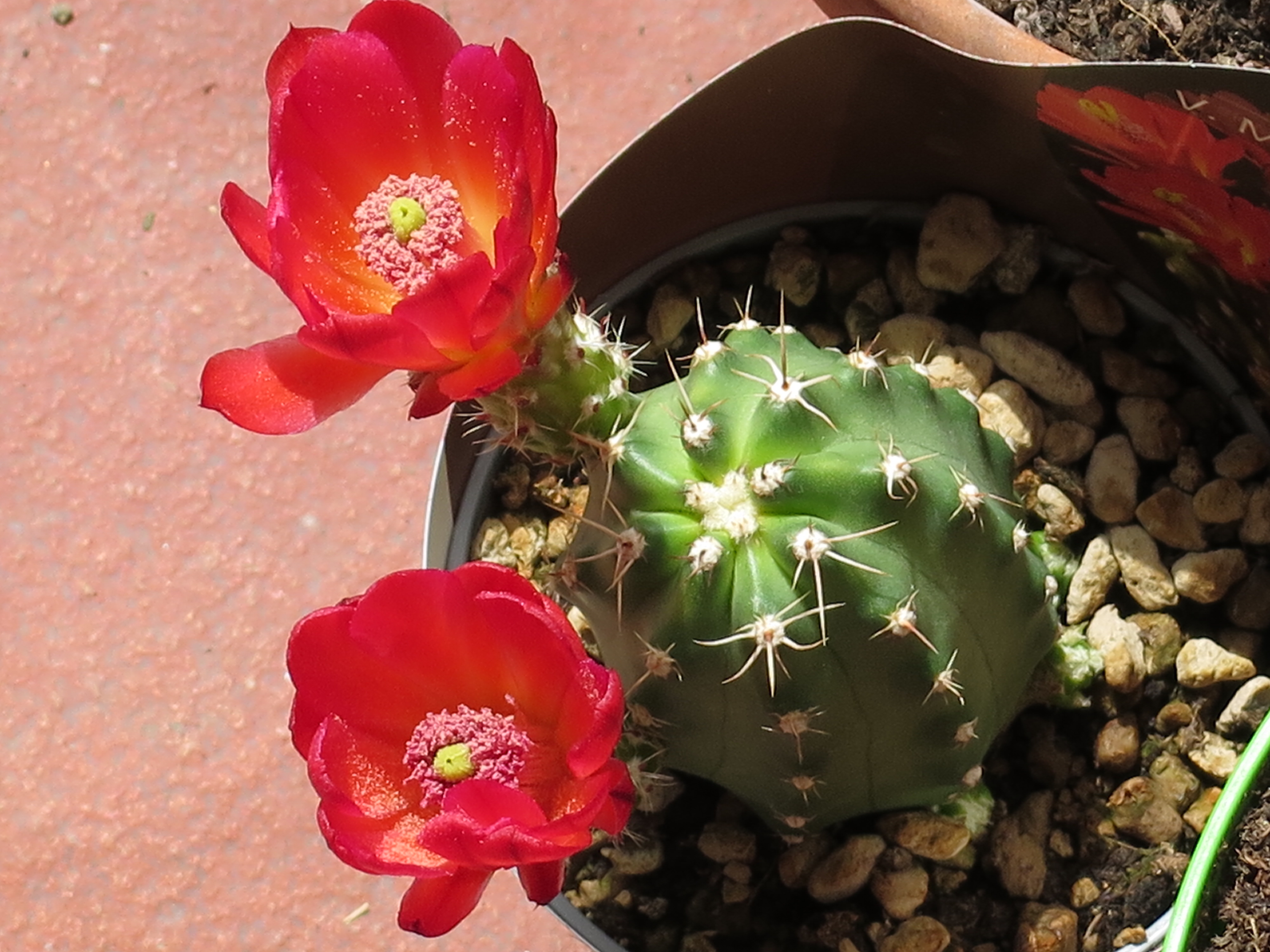
V. mojavensis inermis